# 唐 (春秋)
唐（とう）は、中国の先秦時代の諸侯国。祁姓の唐国と、姫姓の唐国があった。
唐（現在の山西省翼城県付近にあった）にはもともと帝堯（陶唐氏）の封地があったと伝えられており、祁姓の唐国は堯の子である丹朱が舜の時に唐侯に封じられたことに始まる（古唐国）。古唐国は周の成王の時に反乱を起こして、王族の周公旦が率いる討伐軍によって滅んだ（唐 (三代)）。祁姓の一族は現在の陝西省に遷り、杜を建国した。晋の文公に仕えた士会は、その子孫と称している。
姫姓の唐国は、成王の弟の叔虞が古唐国の故地旧領に封じられたことに始まり（封地から叔虞を唐叔虞という）、君主は侯爵を世襲した。叔虞の子の燮は、即位後に国名を晋と改名した。
また、現在の河南省唐河県から湖北省棗陽市にかけての一帯にも唐国があった。これは祁姓とも姫姓ともいう。この唐国の君主は、恵侯と成公の2人がいたと考えられている。紀元前506年、呉と蔡とともに柏挙の戦いで楚を撃破したが、翌紀元前505年に秦の援軍を得た楚から報復を受けて滅亡した。